# Paweł Skowroński
Paweł Skowroński (5 de agosto de 1984) es un deportista polaco que compitió en piragüismo en la modalidad de aguas tranquilas. Ganó dos medallas en el Campeonato Mundial de Piragüismo entre los años 2006 y 2010, y tres medallas en el Campeonato Europeo de Piragüismo entre los años 2005 y 2009.

## Palmarés internacional
| Campeonato Mundial | Campeonato Mundial     | Campeonato Mundial | Campeonato Mundial |
| Año                | Lugar                  | Medalla            | Competición        |
| ------------------ | ---------------------- | ------------------ | ------------------ |
| 2006               | Szeged (Hungría)       | Medalla de plata   | C4 500 m           |
| 2010               | Poznań (Polonia)       | Medalla de bronce  | C2 200 m           |
| Campeonato Europeo |                        |                    |                    |
| Año                | Lugar                  | Medalla            | Competición        |
| 2005               | Poznań (Polonia)       | Medalla de bronce  | C2 1000 m          |
| 2007               | Pontevedra (España)    | Medalla de plata   | C4 500 m           |
| 2009               | Brandeburgo (Alemania) | Medalla de plata   | C2 500 m           |